# Коста-Капорале (Бијела)
Коста-Капорале је насеље у Италији у округу Бијела, региону Пијемонт.
Према процени из 2011. у насељу је живело 49 становника. Насеље се налази на надморској висини од 381 м.